# 富士市立鷹岡中学校
富士市立鷹岡中学校（ふじしりつ たかおかちゅうがっこう）は、静岡県富士市にある公立中学校。
略称は「鷹岡」または「鷹中」

## 概要
外観としては屋上に設置された天体望遠鏡のドームが特徴的。最寄り駅は入山瀬駅、校門前には富士急静岡バスの停留所がある。また、学校の北西（敷地外）には水道山と呼ばれる丘があり、以前はその頂上に水道施設があった（現在は丘のふもとに移転している）。
設立当時の学校周辺には水が無く、人家もほとんどなかった。そのため水道設備が必要となり、完成が急がれた。また、学校を設立したものの校舎がなかったため、鷹岡小学校四教室と県立富士中学校（現富士高等学校）の三教室を借りて開校した。

## 校訓
- 自主
- 責任
- 明朗

## 校歌
- 作詞：勝田香月
- 作曲：古賀政男

昭和31年4月1日に校歌を制定。完成した楽譜が学校側に渡されたのは昭和31年3月13日、昭和30年度卒業式の1週間前だった。

## 沿革
公式サイトより
- 1947年（昭和22年）4月1日 - 富士郡鷹岡町立鷹岡中学校として開校
- 1948年（昭和23年） - 校章制定
- 1950年（昭和25年）
  - 4月1日 - 校訓制定
  - 5月30日 - 水道設備が完成
  - - 独立校舎が完成
- 1952年（昭和27年）7月28日 - 国旗掲揚塔設置
- 1953年（昭和28年）4月1日 - 運動場完成
- 1956年（昭和31年）4月1日 - 校歌制定
- 1962年（昭和37年）3月31日 - プール（50m×16m）完成
- 1963年（昭和38年）
  - 4月1日 - 特殊学級開設
  - 10月28日 - 富士地区初の完全給食が開始される
- 1966年（昭和41年）
  - 11月1日 - 鷹岡町が富士市・吉原市と合併したため、富士市立鷹岡中学校に改称
  - 11月4日 - 当時としては最先端の天体ドームが屋上に設置
- 1979年（昭和54年）4月12日 - 富士市立天間小学校が開校、翌55年に天間小から初の新入生が入学する
- 1991年（平成3年）4月26日 - 1階に剣道場・柔道場、2階にアリーナを持つ重層屋内運動場が新設される
- 2008年（平成20年）7月22日 - 天体ドームの耐震・耐火工事が行われる
- 2009年（平成21年）9月 - 運動場フィールドおよびトラックの移動、運動場階段上に防球ネットの設置、中校舎屋上の防水工事が行われる

## ジャージ
学校指定のジャージとして長らく緑色のものが使用されてきたが、時代が変わるにつれ鷹中生徒の間で「いもタイ」と呼ばれ不評の声が高まってきた。そのため1993年（平成5年）にデザインが一新され藤色のジャージに変わった。現在は藤色から濃紺のジャージとなっている。

## CM撮影
2003年春に放送されたポカリスエットのCM、「ポカリスエット『学校篇』」の舞台となった。CMには福山雅治が出演。実際に収録が行われたのは2003年3月28日～3月29日の2日間。撮影場所として採用した決め手は、校舎屋上にある天文台と背景として富士山があるからとされている。

## 学校周辺
- 新東名高速道路 新富士インターチェンジ
- 富士西公園
- 富士市立鷹岡小学校
- 富士文庫